# Stare Zakole
Stare Zakole – wieś sołecka w Polsce położona w województwie mazowieckim, w powiecie mińskim, w gminie Mińsk Mazowiecki. Leży we wschodniej części gminy.
W latach 1975–1998 miejscowość administracyjnie należała do województwa siedleckiego.
Niewielka wieś niedaleko Targówki, Marianki, Barczacej, Bud Barczackich
Wierni Kościoła rzymskokatolickiego należą do parafii Matki Bożej z Guadalupe w Budach Barcząckich.